# Charles Haslewood Shannon
Charles Haslewood Shannon (anglès: Charles Hazlewood Shannon)  (Sleaford, 26 d'abril de 1863 - Kew, 18 de març de 1937) va ser un pintor, il·lustrador i gravador anglès, més conegut pels seus retrats. Aquests es poden trobar a diverses col·leccions europees importants, inclosa la National Portrait Gallery de Londres. Diverses autoritats escriuen el seu segon nom Hazelwood. La National Portrait Gallery prefereix l'ortografia utilitzada aquí.

## Carrera
La Galeria Municipal Hugh Lane és propietari de la seva obra circular The Bunch of Grapes i The Lady with the Green Fan (un retrat de la senyora Hacon). Un altre tema va ser la popular novel·lista Mary Frances Dowdall. El seu estudi en gris és a la Munich Gallery, Portrait of Mr Staats Forbes a Bremen i Souvenir of Van Dyck a Melbourne. Una imatge notable és The Toilet of Venus, una vegada a la col·lecció de Lord Northcliffe, i posteriorment Tate Britain. Les obres posteriors inclouen The Amethyst Necklace (1907), The Morning Toilet (1911), The Embroidered Shawl (1914) i The Incoming Tide (1918). També el 1918 va produir diversos retrats, inclosos els de la princesa Patricia de Connaught, Lillah McCarthy i l'actriu Hilda Moore. Entre les seves litografies hi havia Playmates (1908), Ebb Tide (1917), The Tidal River i A Sharp Corner (1919).

Shannon va ser escollit associat de la Royal Academy el 1911 i el 1918 es va convertir en vicepresidenta de la Societat Internacional d'Escultors, Pintors i Gravers. El 1920 va ser elegit Royal Academy of Arts.

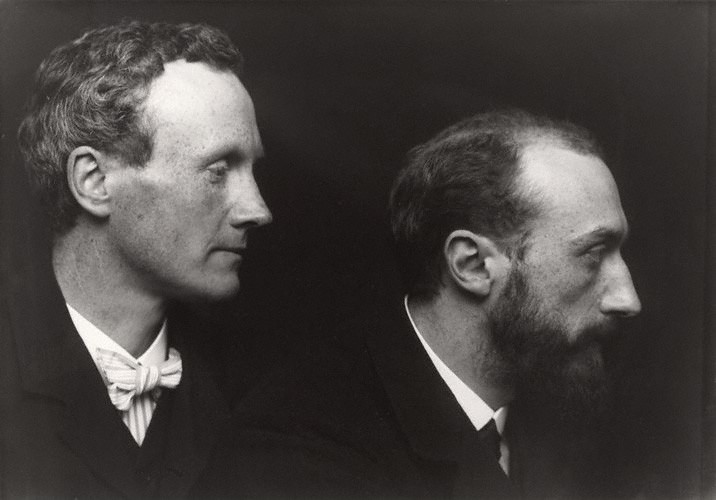
Charles Haslewood Shannon; Charles de Sousy Ricketts per George Charles Beresford

Els conjunts complerts de les seves litografies i aiguaforts han estat adquirits pel Museu britànic i les sales d'impressió a Berlín i Dresden. Va rebre la seva primera medalla d'or a Múnic el 1895 i la seva primera medalla a París el 1900. Va ser membre de la Societat Internacional d'Escultors, Pintors i Gravers.

## Vida més tardana
Shannon va haver de deixar de treballar quan va caure mentre penjava una fotografia al 1928, la caiguda i va suposar un dany neurològic que li va causar amnèsia i la seva carrera professional va acabar.